# Jafa
Jafa (em hebraico:  יָפוֹ, Yafo;  em árabe: يَافَا, Yāfā; também Japho), antigamente Jopa (Joppa), é a parte sul e mais antiga de Tel Aviv. Foi, no passado, uma cidade portuária, considerada uma das mais antigas cidades portuárias do mundo. A partir de 1950, Jafa, chamada Yafo em hebraico, foi incorporada a Tel Aviv formando uma única municipalidade, e, por por essa razão, a cidade israelense tem o nome oficial em hebraico de Tel Aviv-Yafo.

## História
O nome significava, em hebraico, "bela". Acredita-se que esse nome foi dado à cidade por causa do brilho do sol que refletia nos seus edifícios. Porto natural distante cerca de 55 km de Jerusalém, quando da construção do Templo Hirão trazia do Líbano toras de madeira que eram descarregadas ali e levadas para a construção do templo e do palácio de Salomão. Jafa foi famosa pelo porto antigo e pelo centro histórico, do qual o profeta Jonas, segundo narra a Bíblia, saiu para Társis de barco e foi engolido pelo grande peixe.
A cidade é importante no cristianismo. No Novo Testamento (Atos 9:36–42) registra-se a obra assistencial de Tabita (Dorcas), sua morte e sua suposta ressurreição por intermédio de Pedro. Nessa cidade, ele estando hospedado na casa de um amigo chamado Simão (o curtidor), teria tido a visão de um lençol descido do céu por três vezes, quando ouviu uma voz: "Pedro, mata e come", ao que respondeu: "Nunca coloquei na minha boca nada imundo ou impuro". Pedro entendeu posteriormente que essa ordem era na realidade uma lição, em que ele não deveria considerar "impuro ou imundo aquilo que Deus tinha santificado", ou seja, o cristianismo também deveria ensinar a outros povos além dos israelitas, aos gentios. Em seguida, Pedro recebe a visita de homens enviados por um centurião romano de nome Cornélio, que o esperava em Cesareia (60 km ao norte) para que lhe falasse da nova fé. Obedecendo ao chamado, ele levou consigo uma comitiva e encontraram lá Cornélio e os seus parentes, que queriam saber o que era o cristianismo (vale lembrar que no começo o judaísmo e o cristianismo não eram completamente separados, e o cristianismo era visto por quase todos como uma seita herética judaica, com os seus novos seguidores vindos de entre os judeus).
Esta é a história da cidade de um ponto de vista bíblico. Pode-se dizer igualmente que a importância de Jafa na antiguidade girou em torno do porto que a servia, e Jafa foi um dos portos mais importantes do que hoje é Israel até a inauguração do Porto de Asdode, em 1965, quando foi desativado (atualmente, o Porto de Haifa é o maior do país). Foi também um importante local estratégico, onde as tropas turcas se concentravam. Napoleão chegou a invadir a cidade.
O comércio sempre foi forte ali. Na antiga Palestina, era reduzida a parcela urbana dos habitantes e a população local fazia suas feiras nas vilas maiores, como Jafa. Desde o fim do século XIX, também existiram plantações de laranja na área ao redor da cidade, primeiro plantadas por árabes, depois por judeus chegados de países da Europa, que passaram a compor uma parte significativa da população de Jafa a partir dos anos finais do Império Otomano. Em 1909 construíram Telavive, e desde essa data a história de Jafa tem estado intimamente ligada à daquela cidade, com a qual foi fundida em 1950, dois anos após a proclamação do Estado de Israel, formando com ela uma só municipalidade.

## Atualidade
Apesar de no passado ter sido a mais importante cidade árabe do que então era a Palestina histórica, hoje é sobretudo judaica. Uma boa parte de seus residentes árabes foi expulsa no êxodo de 1948-1949, e a cidade foi um grande centro de acolhida a imigrantes judeus no período após a Independência de Israel (ver  Guerra árabe-israelense de 1948).  Durante as duas ou três décadas seguintes houve problemas sociais no local, com pobreza, abandono e desleixo, sendo uma parte de Telavive conhecida como "cidade do crime", realidade que agora faz parte do passado. Hoje Jafa está bem conservada, preservando sua atmosfera antiga, o que atrai turistas do país inteiro e de outras partes do mundo. Nos fins de semana, é lá que as pessoas das outras regiões de Telavive costumam fazer seus passeios. Muitos artistas estabeleceram em Jafa a sua morada e, cheia de cafés e clubes noturnos, Jafa é realmente um lugar interessante entre suas vielas antigas e colinas à beira mar.

## População
Dentro de Telavive vivem pouco mais de 400.000 pessoas, e 13,5% delas estão em Jafa. Com cerca de 55.000 habitantes (2010), Jafa é 76% judaica. Mas resta uma minoria árabe em Jafa, concentrada no bairro de Ajami, que fica no sudoeste da cidade e ainda é uma área um pouco mais carente. Ajami (em árabe: عجمي‎; em hebraico: עג'מי‎) é um bairro de maioria cristã e muçulmana, mas há também judeus ali, especialmente no norte do bairro. Cada grupo segue sua vida numa interconvivência que é pacífica, porém com poucos contatos mais íntimos entre árabes e judeus, como amor e amizade. Em Haifa existe uma harmonia maior entre os dois povos. Para os árabes, é sobretudo a sua tradicional Jafa, lugar onde continuam a manter seus antigos hábitos: fumam narguilé em seus bares, às sextas-feiras vão à mesquita atendendo ao chamado do muezim, suas mulheres frequentemente usam o véu, e o idioma de comunicação entre eles continua a ser o dialeto levantino do sul, embora quase todos saibam também o árabe clássico e o hebraico moderno em graus variáveis. É para Jafa que se dirige a recente vaga de migração interna árabe de outras partes de Israel para Telavive. São principalmente homens jovens vindos do Norte do país (Ha Zafom). Acrescentando-se a isso o fato de que a minoria árabe israelense têm uma taxa de natalidade mais elevada que aquela dos judeus, tem-se hoje um quadro de aumento do contingente populacional árabe em Telavive concentrado sobretudo em Jafa, onde já são 24% do total de moradores, entre cristãos e muçulmanos. Mais ou menos um terço dos árabes de Jafa é de cristãos, estando estes mais bem integrados à sociedade israelense como um todo; alguns deles são de famílias mais ricas, estudam em universidades e trabalham em profissões liberais.

## A cidade e o cinema
Jafa foi o cenário de fundo do filme Clash of the Titans, de 1981. Mais recentemente, em 2009, o drama "Ajami", que foi indicado ao Oscar representando Israel e ficou entre os cinco finalistas, retratou como é a vida nesse bairro da cidade onde vivem lado a lado árabes e judeus.